# 13684 Borbona
13684 Borbona è un asteroide della fascia principale. Scoperto nel 1997 da Vincenzo Silvano Casulli, presenta un'orbita caratterizzata da un semiasse maggiore pari a 3,1850505 UA e da un'eccentricità di 0,0871184, inclinata di 16,77836° rispetto all'eclittica.
L'asteroide è intitolato a Borbona, comune italiano della provincia di Rieti.